# Siegfried Hornung
Siegfried Hornung (* 8. Juli 1938 in Ballenberg) ist ein deutscher Politiker (CDU) und ehemaliger Bundestagsabgeordneter.

## Leben
Nach dem Besuch der Volksschule besuchte Hornung eine landwirtschaftliche Berufs- und anschließend eine Fachschule und erlernte den Beruf des Landwirtschaftsmeisters. Er arbeitete fortan als selbständiger Landwirt. Nebenbei war er ehrenamtlich als Vorsitzender des Kreisbauernverbandes Neckar-Odenwald-Kreis tätig, außerdem war er Vorstandsmitglied der landwirtschaftlichen Sozialversicherung Baden und Mitglied des Bundesvorstandes.

## Politik
Im Jahr 1962 trat er der Jungen Union bei, zwei Jahre später der CDU. Er war Mitglied des Kreis- und Bezirksvorstandes sowie des Landesvorstandes, bis er im Jahr 1983 erstmals in den Bundestag gewählt wurde. Bei der Wahl 1987 konnte er kein Mandat erringen, zog aber am 6. Februar 1990 als Nachfolger des Abgeordneten Bernhard Friedmann wieder in den Bundestag ein. Bei der Bundestagswahl 2002 kandidierte er nicht mehr und schied aus dem Amt aus.